# الويزية
الويزية كانت قرية فلسطينية تبعد 8.5 كيلومتر شمال شرق مدينة صفد. تقع القرية على امتداد نهر الأردن بين بحيرة طبرية والحولة. يمر منها وادي المشيرفة من الجنوب، ووادي أبو الحيات من جنوبها، اما في الشمال فيمر منها وادي الحج أيوب. يبلغ ارتفاع القرية 240 م عن سطح البحر. تعود تسمية القرية لهذا الاسم نسبة للشيخ ويزي حيث يقع قبره على بعد نصف كم عن شمالي شرق خرائب الويزية. بلغت مساحة أراضي القرية في عام 1945 3,836 دونما استملك الصهيونيون منها 3,673 دونما، أي ما يساوي 95,8%. كان اغلب سكان القرية من البدو وكانو يعتاشون من تربية المواشي والزراعة. كان عددهم 30 نسمة في عام 1922. وجد في القرية أيضا مقلع للحجارة، وكان يقع إلى الغرب مباشرة من قبر الشيخ ويزي.

## احتلال القرية
احتلت القرية في تاريخ 1 أيار 1948 نتيجة اعتداء مباشر من قوات البلماح. ضمن العملية العسكرية المسملة بعملية يفتاح.كان عدد سكان القرية في عام 1948 116 نسمة. دمرت البلدة بالكامل ولا زال وجود أثار لبيوت القرية حتى اليوم. بالإضافة لمعلم الشيخ الويزي. لا توحد مستعمرات إسرائيلية على انقاض القرية اليوم، لكن بني الصهيونيون مستعمرة محانيم على بعد 1.5 كم عن جنوب شرقي القرية في عام 1939. نزح سكان القرى المجاورة في اواخر شهر نيسان خشية هجوم عصابات الهاجاناة، كان الهجوم النهائي على صفد في العاشر من أيار ومن المفترض أن لقد سثطت الويزية بالكامل قبل هذا الهجوم.

## روابط خارجية
- الويزية ترحب بكم